# Francisco Abad Moreno
Francisco Abad Moreno (Valdepeñas, 24 de abril de 1788-Granada, 21 de septiembre de 1827) fue un famoso guerrillero de la Guerra de la Independencia Española y  coronel del ejército regular, apodado Chaleco. Fiel al gobierno legítimo del Trienio Liberal combatió al ejército francés de los Cien Mil Hijos de San Luis. Tras la derrota se acogió a la capitulación pero los realistas lo apresaron acusándolo de haber cometido asesinatos. Tras pasar muchos meses en prisión en Valdepeñas y Granada fue condenado a muerte y ejecutado el 21 de septiembre de 1827 en el campo del Triunfo de Granada, donde más tarde sería ajusticiada Mariana Pineda.

## Biografía
Los franceses mataron a su madre y a su hermano, entre otros familiares, en la Contienda de Valdepeñas el 6 de junio de 1808. Francisco Abad se echó al monte para proseguir la lucha. Comenzó en 1809 en las guerrillas toledanas del teniente José Cacho en Villanueva de Bogas (Toledo), y ese mismo año pasó a la partida de José Miguel Villalobos en Valdepeñas. El 20 de febrero de 1810 formó la suya propia en Cañada de los Frailes. De ella formaron parte también su compañero y lugarteniente Juan Vacas y otros guerrilleros de Valdepeñas como Juan Toledo, que llegaría a ser general de ejército regular, o Lorenzo Requena. Con ella ejecutó no menos de 78 acciones de guerra, en el curso de las cuales llegaron a reunir más de 400 caballos. Se le atribuyen 1400 bajas provocadas a los franceses. El general Castaños le expidió despacho de coronel, que hizo efectivo el 27 de septiembre de 1812.
Desconfiando de él, el rey Fernando VII lo retiró del servicio en 1817. En efecto, conspiró con otros liberales en su casa de Madrid, donde fue sorprendido el 3 de marzo de 1820 con otros tres jefes más. Condenado a muerte, fue llevado al cuartel del Pósito y de allí a Valladolid, donde en 1820 se le puso en capilla para ser decapitado. Le libraron los estudiantes al grito de «¡Viva la Constitución! ¡Viva nuestro caudillo el coronel Chaleco!», pues al triunfar Rafael del Riego salvó la vida el mismo día que se había programado para su ejecución. Con el nuevo sistema fue ascendido a brigadier. Nombrado comandante general de La Mancha, en apoyo del Trienio Liberal y la Constitución de Cádiz luchó contra los insurrectos absolutistas de la provincia, en particular contra la de Manuel Adame, «el Locho», al que derrotó varias veces. Disolvió también la partida de Pedro Zaldívar, a quien dio muerte el capitán Froilán Manjón en Porzuna en 1822. Ingresó en la Sociedad Secreta de los Comuneros y fue su castellano en la Merindad de La Mancha.
En 1823 cayó el Régimen Constitucional y capituló en Almedina (Ciudad Real) ante el coronel Duque de Berri. No obstante, se le formó causa por comunero, pero se acogió al indulto el 1 de mayo de 1824. Poco después Manuel Adame, el Locho, le acusó de haber asesinado a varias personas después de una acción en la Venta de Bienvenida, al parecer falsamente. Pero los odios realistas se impusieron y los alcaldes Francisco Molina y Víctor Llorente buscaron testigos falsos con la colaboración del abogado Francisco Jalón. Conducido a Granada, el Regente de la Chancillería, José Salelles y Palos, le condenó a muerte, siendo ahorcado y luego decapitado en la Plaza del Triunfo de Granada el 21 de septiembre de 1827. Según se dice, su cabeza fue expuesta en madero enfrente de la Venta de la Bienvenida.
Dejó una viuda, Sacramento Muñoz, y cinco hijas huérfanas de corta edad, que fueron duramente perseguidas y maltratadas por órdenes reales. Se conservan en el museo municipal de Valdepeñas las cartas de amor que se escribían él y su mujer durante su encarcelamiento; incluso una conmovedora carta de despedida (esta carta se encuentra realmente en el Archivo Histórico Provincial de Ciudad Real). Se conserva su efigie grabada por Brandi en Junta de Iconografía Nacional, Guerra de la Independencia. Retratos. Madrid, 1908.

## Otros guerrilleros de Valdepeñas
- Juana «La Galana»
- Cura «Calao»
- La Fraila
- Juan Vacas
- Juan Toledo